# 巴尔比尼站
巴尔比尼站，是法国的一个铁路车站，位于法国东南部卢瓦尔省的巴尔比尼境内。

## 位置
巴尔比尼站位于巴尔比尼市区的中部，老城区东南，莫雷－里昂铁路451.116公里处。车站大致呈西北-东南走向，开口朝西南。

## 站台设置
| 东北↑ |             |               |
|       | 侧式        |               |
|       |             | 圣艾蒂安方向→ |
|       |             | ←罗阿讷方向   |
|       | 侧式 主站房 |               |
| 西南↓ |             |               |

## 停靠线路
以下列车线路在巴尔比尼站停靠：
| 巴尔比尼站列车线路表  |      |          |        |                                                  |
| 线路                  | 车种 | 上一站   | 下一站 | 大致运行频率                                     |
| 罗阿讷—圣艾蒂安沙托克 | TER  | 圣若达尔 | 弗厄尔 | 周一至五：每天往返17班 周末及节假日：每天往返8班 |

## 配套交通

### 长途客车
| 停靠巴尔比尼站的大巴车 |                      | |
| 上下车地点             | 运营单位             | 主要线路及目的地 |
| 巴尔比尼站门口         | 卢瓦尔省城际客运 TIL | -105- 弗厄尔 · 马尔克洛 · 蒙特龙莱班 · 沙兰勒孔塔勒 · 沃什 · 昂德雷济厄布泰翁 · 圣艾蒂安 -201- 圣马塞德费利讷讷利斯 · 帕里尼 · 勒科托 · 罗阿讷 |
| 巴尔比尼站门口         | SNCF Car TER         | （当铁路线施工或罢工时，SNCF可能会提供途径该线路沿途站点的大巴车）                                                                             |
| 1. 2.                  |                      | |

### 城市公共交通
巴尔比尼站附近暂无固定的城市公共交通线路。

### 社会车辆
巴尔比尼站门口设有社会车辆停车场。

## 临近车站
| 巴尔比尼站（Gare de Balbigny） |                |                  |
| 上行车站                       | 线路           | 下行车站         |
| 圣若达尔站 10.4km ←            | 莫雷－里昂铁路 | 弗厄尔站 → 8.7km |
| - 本表仅显示运营中的线路及车站 |                |                  |